# Куцєє
Куцєє (пол. Kucieje) — село в Польщі, у гміні Бараново Остроленцького повіту Мазовецького воєводства.
Населення — 102 особи (2011).
У 1975-1998 роках село належало до Остроленцького воєводства.

## Демографія
Демографічна структура станом на 31 березня 2011 року:
|          | Загалом | Допрацездатний вік | Працездатний вік | Постпрацездатний вік |
| -------- | ------- | ------------------ | ---------------- | -------------------- |
| Чоловіки | 50      | 10                 | 32               | 8                    |
| Жінки    | 52      | 16                 | 21               | 15                   |
| Разом    | 102     | 26                 | 53               | 23                   |